# شورلت وگا
شورلت وگا (Chevrolet Vega) خودرویی است که در سال‌های ۱۹۷۰ تا ۱۹۷۷در کبک تولید شده‌است.
این خودرو در کلاس خودرو کامپکت کوچک قرار گرفته و طراحی آن خودروهای موتور جلو-محور عقب بوده است. سیستم جعبه‌دندهٔ آن ۳ دنده به صورت دستی است.